# (9602) Oya
(9602) Oya (1991 UU3) – planetoida z pasa głównego asteroid okrążająca Słońce w ciągu 3,45 lat w średniej odległości 2,28 j.a. Odkryta 31 października 1991 roku.